# シャルトリューズ・トニック
シャルトリューズ・トニック (Chartreuse and Tonic) とは、冷たいタイプのロングドリンクに分類される、リキュールをベースとしたカクテルである。その名の通り、シャルトリューズをトニック・ウォーターで割ったカクテルであるが、シャルトリューズというリキュールには、大きく分けてヴェール(緑色)とジョーヌ(黄色)の2タイプが存在し、例えばグリーン・アラスカとアラスカのように、ヴェールを使うかジョーヌを使うかでカクテル名が変わってしまうこともある。しかし、このカクテルには、シャルトリューズ・ヴェールが使用されることもあるし、シャルトリューズ・ジョーヌが使用されることもある

。
つまり、シャルトリューズをトニック・ウォーター割ったものの総称が、シャルトリューズ・トニックなのである。したがって、バーなどで注文する際は、どのシャルトリューズを使用するか指定する必要がでてくる。

## レシピの例
材料
- シャルトリューズ・ヴェール または シャルトリューズ・ジョーヌ - 45ml
- トニック・ウォーター - 適量

作り方
1. 氷を入れたタンブラーグラスシャルトリューズを注ぐ。
2. トニック・ウォーターを入れて、軽くステアする。
3. ガーニッシュは何も使わない。好みでスライスライム、ローズマリーを飾っても良い。